# Jard-sur-Mer
Jard-sur-Mer és un municipi francès situat al departament de Vendée i a la regió de País del Loira. L'any 2018 tenia 2.664 habitants.

## Demografia
El 2007 tenia 2.480 habitants. Hi havia 1.220 famílies. El 2007 hi havia 4.054 habitatges: 1.250 habitatgess principals, 2.733 segones residències i 71 estaven desocupats. 3.494 eren cases i 553 eren apartaments.

## Economia
El 2007 la població en edat de treballar era de 1.198 persones de les quals 660 eren actives.
Dels 224 establiments que hi havia el 2007, 4 eren d'empreses alimentàries, 2 d'empreses de fabricació d'altres productes industrials, 35 d'empreses de construcció, 59 d'empreses de comerç i reparació d'automòbils, 4 d'empreses de transport, 33 d'empreses d'hostatgeria i restauració, 4 d'empreses d'informació i comunicació, 7 d'empreses financeres, 22 d'empreses immobiliàries, 17 d'empreses de serveis, 19 d'entitats de l'administració pública i 18 d'empreses classificades com a «altres activitats de serveis».
Dels 72 establiments de servei als particulars que hi havia el 2009, 1 era una oficina de correu, 3 oficines bancàries, 4 tallers de reparació d'automòbils i de material agrícola, 1 autoescola, 4 paletes, 6 guixaires pintors, 9 fusteries, 5 lampisteries, 5 electricistes, 2 empreses de construcció, 4 perruqueries, 1 veterinari, 13 restaurants, 11 agències immobiliàries, 1 tintoreria i 2 salons de bellesa.
Dels 34 establiments comercials que hi havia el 2009, 1 era un supermercat, 1 una gran superfície de material de bricolatge, 2 botiges de menys de 120 m², 4 fleques, 2 carnisseries, 3 peixateries, 2 llibreries, 7 botigues de roba, 1 una botiga d'equipament de la llar, 3 sabateries, 2 botigues d'electrodomèstics, 1 una botiga de mobles, 4 botigues de material esportiu i 1 una floristeria.
L'any 2000 hi havia onze explotacions agrícoles que conreaven un total de 774 hectàrees. El 2009 hi havia dues farmàcies, dues ambulàncies i dues escoles elementals.